# PKP-Baureihe Ty51
Bei der Ty51 der Polnischen Staatsbahnen Polskie Koleje Państwowe (PKP) handelt es sich um eine Dampflokomotive für den schweren Güterzugverkehr.
Die 1951 entwickelte Lok ist der Nachbau einer amerikanischen Type, die als Ty246 im Einsatz war. 242 Lokomotiven wurden zwischen 1953 und 1958 in den Posener Cegielski-Werken hergestellt. Als 1958 mit der Ty51 232 die letzte Lokomotive fertiggestellt wurde, wurde der Dampflokomotivbau für die polnische Staatsbahn eingestellt. Die Lokomotiven waren bis in die 1990er Jahre noch im Betriebsdienst.
Da die Lokomotive gegenüber ihrem amerikanischen Vorbild über einen geschweißten Rahmen verfügte, kam es durch die auftretenden Kräfte zu Rahmenbrüchen.